# Quinto (Spanyolország)
Quinto egy község Spanyolországban, Zaragoza tartományban, Aragónia autonóm közösségben. Quinto Belchite, Fuentes de Ebro, Pina de Ebro, Gelsa, Velilla de Ebro és Azaila községekkel határos. Lakosainak száma 1884 fő (2024).

## Népesség
A település népessége az utóbbi években az alábbiak szerint változott:
| Lakosok száma | 2121 | 2045 | 2069 | 2108 | 2077 | 2055 | 1960 | 1939 | 1916 | 1884 |
|               | 2001 | 2004 | 2007 | 2009 | 2012 | 2014 | 2017 | 2019 | 2022 | 2024 |